# IP Datacast
Unter IP Datacast (IPDC) werden alle Kommunikationsprotokolle zusammengefasst, welche zur Übertragung von „neuen“ Multimedia-Inhalten über Rundfunknetze benötigt werden. IP Datacast wurde vom DVB-Projekt entwickelt. IPDC wird in DVB-H eingesetzt.
Die klassischen Rundfunkdienste (Radio, TV, Teletext …) verzichten auf allgemeine Protokolle, so dass neue Dienste nur sehr schwer für klassische Rundfunknetze entwickelt werden können. Mit IPDC werden Rundfunknetze um Internet Protokolle erweitert, so dass neuartige Dienste auf eine allgemeine Kommunikationsschnittstelle aufsetzen können. In Kombination mit einem Rückkanal, beispielsweise über Mobilfunknetze, können so auch interaktive Rundfunkdienste eingeführt werden, die wir heute nur als manuelle Kombination von Fernsehen/Radio mit Telefonanrufen kennen.
IP Datacast wurde spezifiziert, um proprietäre Lösungen für solche Protokolle (wie etwa bei MediaFLO und DMB) zu vermeiden und stattdessen einen gemeinsamen offenen Standard zu verwenden, der bei DVB-H eingesetzt wird. In der Spezifikation werden unter anderem die Systemarchitektur, auf IP basierende Übertragungsmechanismen, der Electronic Service Guide (ESG) [ETSI TS 102 471], die gemeinsame Nutzung von DVB-H und Mobilfunk in einem hybriden Netz und andere Aspekte definiert. IP Datacast wird von einer großen Anzahl von Unternehmen gestützt, die auch hinter DVB-H stehen.
Es wurden bereits DVB-H-Endgeräte der Unternehmen BenQ-Siemens, LG, Motorola, Nokia, Sagem, Samsung und anderen vorgestellt, die IP Datacast unterstützen. Details über den Status der kommerziellen Einführung sind auf der DVB-H-Seite zu finden.
Für DAB wird eine Erweiterung DXB als Alternative zu DMB geplant, die IP Datacast von DVB-H übernimmt. Würde man auch die Videoströme von DMB in IP-Datacast kapseln, wäre dies inkompatibel zu heutigen DMB-Empfängern, bei denen Audio und Video in MPEG 2 Transportströmen gekapselt und dann direkt ine einem DAB-Subchannel übertragen werden. Funktionell besteht an dieser Stelle jedoch kein technisch zwingender Grund für eine zusätzliche Kapselung der Dateien in IP-Datacast. Reine IP-Übertragung ist bereits im DAB/DMB-System möglich, wird jedoch nicht zur Kapselung von Fileübertragungen oder Video/Audioströmen genutzt.